# Holiday for Soul Dance
Holiday for Soul Dance ist ein Jazzalbum von Sun Ra and His Astro Infinity Arkestra. Die circa Juni/Juli 1960 in den RCA Studios Chicago oder im Hall Recording Studio entstandenen Aufnahmen erschienen 1970 als Langspielplatte auf Saturn Research, 1991 als Compact Disc auf Evidence Records. Am 8. April 2014 wurde eine restaurierte und remasterte Fassung des Albums von Michael D. Anderson (Sun Ra Music Archive) und Irwin Chusid als Download über die Plattform Bandcamp veröffentlicht.

## Hintergrund
Diese Sammlung fiel insofern etwas aus der Reihe der Aufnahmen des Sun Ra Arkestra heraus, als sie keine Eigenkompositionen des Bandleaders enthielt; allerdings steuerte der mitwirkende Kornettist Phil Cohran sein Stück „Dorothy’s Dance“ bei. Sun-Ra-Forscher haben seit dem Erscheinen der Aufnahmen die Jahre 1960 oder 1961 für den plausibelsten Zeitpunkt der Aufnahme dieser Stücke gehalten; dafür haben sie die seltene Aufnahme des Standards „Early Autumn“ mit einem Gastvokalisten, dem Crooner Ricky Murray als mögliches Argument verwendet sowie die Tatsache, dass die Sessions vor dem Umzug der Band aus Chicago nach New York City zu Beginn des Jahrzehnts stattfanden. Das Sun Ra Arkestra konzentrierte sich hier auf ein Septettformat, dessen damalige Kerngruppe aus Sun Ra, Marshall Allen (Altsaxophon), John Gilmore (Tenorsaxophon), Phil Cohran (Kornett), Ronnie Boykins (Bass) und Jon Hardy (Schlagzeug) bestehe. Die Aufnahmen zu Holiday for Soul Dance entstanden nach Angaben des Diskografen Tom Lord wahrscheinlich am 17. Juni 1960 im Umfeld der Entstehung des Albums Fate in a Pleasant Mood, das 1965 auf Saturn Research erschienen war.

## Titelliste
- Sun Ra: Holiday for Soul Dance (ECD 22011-2)[4]

1. But Not for Me (George Gershwin) 4:06
2. Day by Day (Axel Stordahl, Paul Weston, Sammy Cahn) 3:35
3. Holiday for Strings (David Rose, Sammy Gallo) 4:04
4. Dorothy’s Dance (Phil Cohran) 3:14
5. Early Autumn (Johnny Mercer, Ralph Burns, Woody Herman) 4:47
6. I Loves You, Porgy (DuBose Heyward, George Gershwin, Ira Gershwin) 3:30
7. Body and Soul (John W. Green, Edward Heyman, Frank Eyton, Robert Sour) 5:55
8. Keep Your Sunny Side Up (Buddy DeSilva, Lew Brown) 2:12

## Rezeption
Holiday for Soul Dance sei so nah am Jazz-Mainstream wie kein anderes Sun Ra-Album, schrieb Reissue-Produzent Irwin Chusid in den Liner Notes der Neuausgabe von 2014. Zudem sei es insofern eine Seltenheit im Su-Ra-Katalog, als dass es keine Eigenkompositionen des Bandleaders enthalte; das Album versammle die Interpretation von sieben Tin-Pan-Alley-Standards, darunter zwei von George Gershwin, sowie ein neues Werk („Dorothy's Dance“).
Lindsay Planer verlieh dem Album in Allmusic vier Sterne und schrieb, die Fülle an Pop-Standards und einprägsamen Melodien zeige Sun Ras Fähigkeiten für spektakulär komplizierte und oft unterschätzte Arrangements. Die schwungvolle Aufnahme von George Gershwins „But Not for Me“ werde umformuliert, um die bemerkenswerten Improvisationsfähigkeiten der Solisten hinter der straffen Unterstützung der kompakten und swingenden Rhythmusgruppe hervorzuheben. Boykins’ und Hardys besinnliche Einleitung zu „Day by Day“ lasse die unruhige Partitur erahnen, die komplett überarbeitet wurde, um Sun Ras neuen Sinn für die Avantgarde und den Free Jazz zum Ausdruck zu bringen. Scheinbar disparate Melodien und Taktarten verschmelzen zu einer ausgelassenen Stimmung, die das Flair von Sun Ra mit demselben romantischen Charme bekannterer Interpretationen verbindet. Die wohl einprägsamste Nummer auf Holiday for Soul Dance sei die wunderschöne Version von „I Loves You, Porgy“, die einen trägen Swing verwendet, der den Backbeat sanft vorantreibe und die schillernde Adaption gekonnt unterstütze.